# Пацино Дмитро Вікторович
Дмитро́ Ві́кторович Паци́но (8 листопада 1989 — 29 серпня 2014) — молодший сержант міліції України, учасник російсько-української війни.

## Короткий життєпис
Народився 1989 року в селі Прибережне (Братський район, Іркутська область, РРФСР). Згодом родина переїхала до України. До 2005 року навчався в Головівській ЗОШ, після 9-го класу продовжив навчання в Івано-Франківському коледжі фізичного виховання, закінчив 2008 року. 2011 року закінчив Прикарпатський національний університет імені Василя Стефаника, кваліфікація бакалавр фізичного виховання. Певний час працював у пришкільному інтернаті свого села. Пройшов строкову військову службу в лавах ЗСУ, працював на будівництві. Вступив на третій курс заочної форми навчання Львівського державного університету внутрішніх справ, спеціальність правознавство.
Сержант міліції, боєць батальйону патрульної служби міліції особливого призначення «Івано-Франківськ». У зоні бойових дій перебував з 18 серпня 2014 року.
Загинув при виході колони з Іловайська «гуманітарним коридором» на дорозі поміж селом Новокатеринівка та хутором Горбатенко.
3 вересня 2014-го тіло Дмитра Пацина разом з тілами 96 інших загиблих у Іловайському котлі привезено до дніпропетровського моргу. 16 жовтня 2014 року тимчасово похований на Краснопільському цвинтарі міста Дніпропетровська як невпізнаний Герой.
Ідентифікований серед загиблих за ДНК-експертизою, 3 квітня 2015 року відбулася поминальна панахида за трьома загиблими бійцями батальйону, 4 квітня похований у селі Голови. В останню дорогу Дмитра проводжали на колінах.
Без Дмитра лишились мама та молодший брат.

## Нагороди та вшанування
За особисту мужність і героїзм, виявлені у захисті державного суверенітету та територіальної цілісності України, вірність військовій присязі під час російсько-української війни, відзначений — нагороджений
- 15 травня 2015 року — орденом «За мужність» III ступеня (посмертно)[1]
- 5 червня 2015 року в селі Голови на фасаді школи встановили меморіальну дошку в пам'ять про Дмитра Пацина
- 22 лютого 2018 року в Івано-Франківському коледжі фізичного виховання відбулося урочисте відкриття пам'ятного знака на честь загиблих правоохоронців — Дмитра Пацина та Петра Остап'юка[2].
- Внесений до «Книги пам'яті МВС»[3].
- Його портрет розміщений на меморіалі «Стіна пам'яті полеглих за Україну» у Києві: секція 4, ряд 1, місце 10
- Вшановується 29 серпня на щоденному ранковому церемоніалі вшанування українських захисників, які загинули цього дня в різні роки внаслідок російської збройної агресії[4]
- Іловайський Хрест (посмертно)